# Косино (станція метро)
55°42′12″ пн. ш. 37°51′04″ сх. д. / 55.70333° пн. ш. 37.85111° сх. д.
«Косино» (рос. Косино) — проміжна станція Некрасовської лінії Московського метрополітену, відкрита у складі першої черги лінії 3 червня 2019 року. Розташована на межі районів Вихіно-Жулебіно та Косино-Ухтомський.

## Технічна характеристика
Конструкція станції — колонна трипрогінна мілкого закладення (глибина закладення — 27 м) з однією острівною платформою.

## Колійний розвиток
Станція з колійним розвитком:
- до II головної колії з боку станції «Південно-Східна» примикає одноколійна ССГ з Тагансько-Краснопресненської лінії;
- пошерстний з'їзд з боку станції «Вулиця Дмитрієвського».

## Оздоблення
Оздоблення має відсилання до місцевої визначної пам'ятки — Косинських озер. Основними кольорами на станції стануть синій, жовтий, зелений і сірий. Глянсова підвісна стеля що складається з трикутних елементів за задумом проектувальників створює ефект мерехтіння води. Підлога станції покрита гранітом, колони — алюмінієвими панелями кольору «діамантово-шампанський металік». На платформах панно із зображенням озерних очеретів.

## Пересадки
- Пересадка на станцію «Лермонтовський проспект» Тагансько-Краснопресненської лінії.
- До залізничного зупинного пункту  Косино
- А: 177, с613, 669, 722, 723, 747, 772, 773, 787; обласні: А 323, 346, 352, 463, Мт 534к, 552к, 1074, 373к, 50к, 393к, 546к